# Tutaibo pullus
Tutaibo pullus is een spinnensoort uit de familie hangmatspinnen (Linyphiidae). De soort komt voor in Colombia.